# دهستان ابرغان
دهستان ابرغان یکی از دهستان‌های شهرستان سرآب در استان آذربایجان شرقی ایران است. بر اساس سرشماری سال ۱۳۸۵، جمعیت این دهستان ۱۳٬۵۲۹ نفر (۲٬۹۱۰ خانوار) بوده‌است. دهستان ابرغان در بخش مرکزی شهرستان سرآب جای دارد.
مرکز این دهستان، روستای ابرغان است 